# Calificările la atletism pentru Jocurile Olimpice de vară din 2016

## Standardele de calificare
Diferit de Jocurile Olimpice anterioare, un Comitet Național Olimpic (CNO), poate avea până la 3 sportivi calificați în fiecare concurs, dacă toți sportivii au respectate standardele în timpul perioadei de calificare. Un CNO poate avea, de asemenea, maxim o echipă de ștafetă calificată la un concurs. CNO poate avea sportivi, indiferent de timp (1 atlet per sex) în cazul în care nu au sportivi care să fi îndeplinit standardul de calificare. Acest lucru face posibil ca fiecare națiune să aibă un minim de doi reprezentanți în sport.
Standardele timpilor de calificare pot fi atins în diverse concursuri în timpul unei perioade date, cu aprobarea IAAF. Toate concursurile în aer liber omologate și concursurile în sală, cu excepția probelor de 100 m, 200 m și 110/100 m garduri sunt eligibile. Perioada de calificare pentru 10.000 m, maraton, marș și probele combinate încep de la 1 ianuarie 2015 până la 11 iulie 2016; pentru celelalte probe rămase este de la 1 mai 2015 până la 11 iulie 2016.
Pentru ștafete, un număr de maxim 16 țări vor putea avea echipe calificate la fiecare eveniment. Primele opt echipe din fiecare probă de la concursul de ștafetă ce a avut loc în 2 și 3 mai 2015 la Nassau, Bahamas vor avea un loc garantat la Jocurile Olimpice. Restul de jumătate din fiecare eveniment vor fi selectate în funcție de clasamentul mondial al IAAF de la 12 iulie 2016 bazat pe cei mai rapizi 2 timpi cumulați realizați de CNO într-o perioada dată.
În plus față de standardele de calificare de mai jos, alergători de maraton care încheie în primii 20 la Campionatele Mondiale IAAF din 2015 sau în primii 10 cu privire la orice maraton important în perioada de calificare vor primi dreptul de a participa la olimpiadă. 
CNO pot alege sportivii folosind propriile norme, cu condiția ca toți aceștia să fi îndeplinit timpii de calificare. 
Standardele de calificare IAAF sunt după cum urmează:
| Probe masculine      | Probe masculine                                 | Probe feminine       | Probe feminine                                  |
| Probă                | Timp de calificare                              | Probă                | Timp de calificare                              |
| -------------------- | ----------------------------------------------- | -------------------- | ----------------------------------------------- |
| 100 m                | 10.16                                           | 100 m                | 11.32                                           |
| 200 m                | 20.50                                           | 200 m                | 23.20                                           |
| 400 m                | 45.40                                           | 400 m                | 52.00                                           |
| 800 m                | 1:45.80                                         | 800 m                | 2:01.00                                         |
| 1500 m               | 3:36.00                                         | 1500 m               | 4:06.00                                         |
| 5000 m               | 13:25.00                                        | 5000 m               | 15:20.00                                        |
| 10000 m              | 28:00.00                                        | 10000 m              | 32:15.00                                        |
| 110 metri garduri    | 13.47                                           | 110 metri garduri    | 13.00                                           |
| 400 metri garduri    | 49.40                                           | 400 metri garduri    | 56.20                                           |
| 3000 metri obstacol  | 8:28.00                                         | 3000 metri obstacol  | 9:45.00                                         |
| Maraton              | 2:17:00                                         | Maraton              | 2:42:00                                         |
| 20 km marș           | 1:24:00                                         | 20 km marș           | 1:35:00                                         |
| 50 km marș           | 4:03:00                                         | —                    | —                                               |
| Săritura în lungime  | 8.15                                            | Săritura în lungime  | 6.70                                            |
| Triplu salt          | 16.90                                           | Triplu salt          | 14.20                                           |
| Săritura la înălțime | 2.29                                            | Săritura la înălțime | 1.94                                            |
| Săritura cu prăjina  | 5.70                                            | Săritura cu prăjina  | 4.50                                            |
| Aruncarea greutății  | 20.50                                           | Aruncarea greutății  | 17.80                                           |
| Aruncarea discului   | 66.00                                           | Aruncarea discului   | 61.00                                           |
| Aruncarea ciocanului | 78.00                                           | Aruncarea ciocanului | 71.00                                           |
| Aruncarea suliței    | 83.00                                           | Aruncarea suliței    | 62.00                                           |
| Decatlon             | 8100                                            | Decatlon             | 6200                                            |
| 4x100 m              | Top 8 la concursul de ștafetă + 8 din clasament | 4x100 m              | Top 8 la concursul de ștafetă + 8 din clasament |
| 4x400 m              | Top 8 la concursul de ștafetă + 8 din clasament | 4x400 m              | Top 8 la concursul de ștafetă + 8 din clasament |